# Górki Zagajne
Górki Zagajne (niem. Gurki Zagajne, od 1907 Gurkingen) – wieś w Polsce położona w województwie kujawsko-pomorskim, w powiecie nakielskim, w gminie Kcynia.

## Nazwa
Źródła etymologiczne nie wyjaśniły jednoznacznie pochodzenia nazwy „Górki Zagajne”. W 1577 roku były wymienione w parafii Brzyskorzystew, jako „Górki Kotlarowe”. Pochodzenie nazwy można również wiązać ze staropolskim określeniem osady „za gajem”. Najprawdopodobniej nazwa wywodzi się od właścicieli tej miejscowości, rodziny Górków.

## Położenie
Wieś położona na średniowiecznym trakcie Żnin – Kcynia, 15 km od Żnina i 14 km od Kcyni.

## Historia
Okolice Górek Zagajnych należą do najstarszych obszarów osadnictwa na Pałukach. W bliskiej okolicy udokumentowane są archeologiczne osady słowiańskie-Chraplewo i Sobiejuchy, dalej Biskupin. W pobliżu przebiegał również antyczny handlowy szlak bursztynowy, łączący południe Europy z Bałtykiem.
Obszar ziemski Górek Zagajnych wchodził w skład wzmiankowanej prowincji żnińskiej (Znein), wymienionej w 1136 roku w bulli gnieźnieńskiej. Na przełomie XII i XIII wieku Górki Zagajne były własnością księcia wielkopolskiego Władysława III Laskonogiego (1165-1231). W 1235 roku były własnością księcia wielkopolskiego Władysława Odonica (1190-1239). Później należały do rodów: Dryjów, Sobiejuchów, Dołęgów i Górków. W XIX wieku wieś była w posiadaniu rodziny Sulerzyńskich.
Po II rozbiorze Polski w 1793 roku Górki Zagajne znalazły się w zaborze pruskim. W okresie od 1871 roku do początku XX wieku na terenie Górek Zagajnych i przyległych miejscowości nastąpił ożywiony rozwój gospodarczy. Zbudowano sieć dróg bitych, przeprowadzono prace melioracyjne, zbudowano kolej wąskotorową łączącą Górki Zagajne z cukrownią w Żninie.
W 1900 roku rodzina Sulerzyńskich sprzedała Górki Zagajne niemieckiej Komisji Kolonizacyjnej, która podzieliła zakupiony majątek na 52 gospodarstwa. Osadzono na nich niemieckich osadników, pochodzących głównie spod Hanoweru. Niemcy zmienili w 1907 roku nazwę miejscowości na Gurkingen. Po I wojnie światowej, rezultatem traktatu wersalskiego z 1919 roku rozpoczął się w Górkach Zagajnych sukcesywny proces osadnictwa polskiego. Trwał on do końca 1945 roku. W 1926 roku z inicjatywy i wsparcia finansowego znanej rodziny Odrowąż-Pieniążków zbudowano w Górkach Zagajnych polską szkołę.
Głównym źródłem utrzymania mieszkańców Górek Zagajnych jest wysoko wydajna produkcja rolno-hodowlana. Aktywną działalność społeczno-kulturalną w Górkach Zagajnych prowadzą: Dom Rolnika, Stowarzyszenie Kobiet Wiejskich oraz Ochotnicza Straż Pożarna.

## Podział administracyjny
W latach 1975–1998 miejscowość administracyjnie należała do województwa bydgoskiego.

## Demografia
Według Narodowego Spisu Powszechnego (III 2011 r.) liczyła 220 mieszkańców. Jest dziewiętnastą co do wielkości miejscowością gminy Kcynia.

## Znane osoby
Z Górkami Zagajnymi związani są:
- Maria Żenkiewicz z Bielskich herbu Prawdzic (1871–1958) – działaczka polonijna na Litwie Kowieńskiej, nauczycielka.
- Jerzy Żenkiewicz (rocznik 1950) – elektronik, informatyk, pionier polskiego Internetu, publicysta, pracownik Uniwersytetu Mikołaja Kopernika w Toruniu[10][11][12].
- Marian Żenkiewicz (rocznik 1945) – elektryk, profesor nauk technicznych, polityk, poseł i senator RP, pracownik Uniwersytetu Kazimierza Wielkiego w Bydgoszczy[12][13].